# الحي الرياضي (صنعاء)

تعديل مصدري - تعديل

الحي الرياضي أحد أحياء مديرية الثورة في مدينة صنعاء اليمنية. بلغ عدد سكانه 6478 نسمة حسب التعداد السكاني في اليمن لعام 2004.

## الحارات
| الحارة      | عدد المساكن | عدد الأسر | الذكور | الأناث | الإجمالي |
| ----------- | ----------- | --------- | ------ | ------ | -------- |
| حارة الرحمن | 230         | 215       | 883    | 617    | 1500     |
| حارة رسلان  | 727         | 682       | 2688   | 2290   | 4978     |
| الإجمالي    | 957         | 897       | 3571   | 2907   | 6478     |